# Rolf Kupfer
Rolf Kupfer (* 23. Juni 1942 in Schweinfurt; † 4. Oktober 2015) war ein deutscher Fußballspieler. Der Mittelfeldspieler hat von 1960 bis 1970 für den 1. FC Schweinfurt 05 in der damals erstklassigen Fußball-Oberliga Süd beziehungsweise zweitklassigen Regionalliga Süd insgesamt 181 Ligaspiele absolviert und dabei 23 Tore erzielt. Der Mannschaftskapitän der Nullfünfer des Meisterteams 1966 aus der unterfränkischen Industriestadt in der Regionalliga Süd war der Sohn des 44-fachen Nationalspielers und Vereinsikone Andreas Kupfer.

## Laufbahn

### Oberliga Süd, 1960 bis 1963
Direkt aus der Jugend gekommen debütierte der gerade 18-Jahre alt gewordene Nachwuchsspieler unter Trainer Alfons Remlein am 11. September 1960, beim Heimspiel gegen den 1. FC Nürnberg, bei den Grün-Schwarzen in der Oberliga Süd. Vor 14.000 Zuschauern im Willy-Sachs-Stadion agierte das Jungtalent im damals praktizierten WM-System auf Halblinks und bildete mit Helmut Krauß den linken Flügel der Gastgeber. Der spätere Süddeutsche und auch Deutsche Meister, der „Club“ aus Nürnberg, ließ Schweinfurt bei der 0:3-Heimniederlage aber keine Chance. Am letzten Rundenspieltag, den 30. April 1961, bei einer 1:2-Heimniederlage gegen den FC Bayern München, erzielte der Techniker und Kombinationsfußballer seinen ersten Treffer in der Oberliga Süd. Bereits im zweiten Oberligajahr, 1961/62, gehörte der junge Mann der Stammbesetzung der um den Klassenerhalt kämpfenden Nullfünfer an. Bei 22 Ligaeinsätzen erzielte er neun Tore und hatte damit am Erreichen des rettenden 14. Ranges gehörigen Anteil. Im letzten Spieljahr der alten erstklassigen Oberliga-Ära, 1962/63, verbesserte sich Schweinfurt unter Trainer Fritz Käser auf den 11. Rang und der junge Kupfer hatte 25 Ligaspiele bestritten und drei Tore erzielt. Er war im Mittelfeld auf allen vier Positionen als Halbstürmer und Außenläufer einsetzbar. Als er mit Schweinfurt am 27. Januar 1963 das Heimspiel gegen den späteren Südmeister 1860 München mit 3:4 verlor, glückten ihm auf Halbrechts zwei Treffer gegen „bestes Torhüter von Welt“, Petar Radenković. Das letzte Spiel in der Oberliga Süd fand für Kupfer junior mit Schweinfurt am 30. Spieltag, den 28. April 1963, beim 1. FC Nürnberg statt, der sich mit einem klaren 5:1-Heimerfolg die Vizemeisterschaft und erneuten Einzug in die Endrunde um die deutsche Fußballmeisterschaft sicherte. Die Defensive der Kugelstädter war in Nürnberg in der Formation mit Günter Bernard im Tor – der Sohn von Altnationalspieler Robert Bernard hatte am 24. Oktober 1962 in der Nationalmannschaft debütiert –, Werner Rumpel und Walter Lang als Verteidigerpaar und in der Läuferreihe mit Gert Brunnhuber, Heinz Krämer und Rolf Kupfer angetreten. Nach 54 Oberligaeinsätzen mit 13 Toren war im Sommer 1963 für Rolf Kupfer die Erstklassigkeit in der Oberliga im DFB-Fußball beendet und ab der Saison 1963/64 startete die Ligaspitze mit der neuen Fußball-Bundesliga und der regionalen Zweitklassigkeit der Fußball-Regionalligen. Schweinfurt war nicht für die Bundesliga nominiert worden und gehörte ab 1963/64 der Fußball-Regionalliga Süd an.

### Regionalliga Süd, 1963 bis 1970
Fritz Käser – vormaliger langjähriger Oberliga-Torhüter der Nullfünfer – war auch im ersten Jahr der zweitklassigen Fußball-Regionalliga Süd, 1963/64, Trainer und Kupfer startete mit seinen Mannschaftskameraden am 4. August 1963 mit einem Heimspiel gegen Hessen Kassel in die Runde. Kassel setzte sich mit 2:1 durch und wurde am Rundenende überraschend Meister vor dem favorisierten FC Bayern München. Beim Hinspiel in München verlor Schweinfurt mit Halbstürmer Kupfer beim FC Bayern am 27. Oktober 1963 das Auswärtsspiel mit 2:7, Rainer Ohlhauser erzielte dabei fünf Tore für das Team von Trainer Zlatko Čajkovski. Am 30. Spieltag, den 15. März 1964, besiegte Schweinfurt mit dem rechten Außenläufer Kupfer die Gäste des FC Bayern mit 4:1. Schweinfurt belegte am Rundenende den 7. Rang und Rolf Kupfer hatte in 34 Ligaeinsätzen fünf Tore erzielt. In der zweiten Regionalliga-Saison, 1964/65, lief es nicht gut, nicht für Schweinfurt und nicht für Kupfer: Schweinfurt rutschte auf den 15. Rang zurück und der Mittelfeldspieler hatte in 26 Einsätzen vier Tore erzielt.
Jetzt war ein Trainerwechsel angesagt: Gunther Baumann übernahm zur Saison 1965/66 von Fritz Käser die Trainingsleitung und mit Manfred Berz und Kurt Dachlauer verstärkten zwei spiel- und torgefährliche Neuzugänge den Spielerkader um Mannschaftskapitän Kupfer. Zudem steigerte sich der Ex-Augsburger Manfred Rühr in seinem zweiten Schweinfurter Jahr beträchtlich und der 2:1-Heimerfolg am zweiten Spieltag, den 22. August 1965, gegen Kickers Offenbach leitete eine herausragende Serie von 33:1 Heimpunkten ein, womit Schweinfurt mit einem Punkt Vorsprung vor Offenbach am Rundenende völlig überraschend, die Meisterschaft im Süden gewann. Der Kapitän war zumeist als rechter Außenläufer aufgelaufen und hatte in 34 Ligaeinsätzen ein Tor erzielt. In der Bundesligaaufstiegsrunde scheiterte der Südmeister an den Konkurrenten Rot-Weiss Essen, FC St. Pauli und dem 1. FC Saarbrücken und belegte mit 3:9 Punkten den vierten Rang. Kupfer war in allen sechs Gruppenspielen für Schweinfurt aufgelaufen.
Als Titelverteidiger kamen Kupfer und Kollegen 1966/67 nicht über den 10. Rang hinaus; Trainer Baumann wurde in der laufenden Runde von Bernd Oles abgelöst und Kupfer bestritt 20 weitere Regionalligaspiele. In den nächsten drei Runden unter Jenő Vincze zog Kupfer das Fortkommen seiner beruflichen Karriere immer mehr dem Fußball vor und gehörte nicht mehr der Stammelf der Nullfünfer an. Nach den zwei Einsätzen im Oktober 1969 gegen den SV Darmstadt 98 (1:2) und der SpVgg Fürth (1:4) beendete Rolf Kupfer nach insgesamt 127 Regionalligaeinsätzen mit zehn Toren für den FC Schweinfurt, seine höherklassige Spielerlaufbahn.
Es folgten danach noch im Amateurbereich bei den Würzburger Kickers und dem FC Haßfurt kurze Fortsetzungen, ehe er als Spielertrainer bei der TG Schweinfurt und dem SC Obereisenheim im Jahr 1985 seine Karriere endgültig beendete.

## Beruf
Kupfer war seit 1960 bei der Stadt Schweinfurt beschäftigt, von Anfang an in der Finanzverwaltung, in der er 1984 die Leitung der Stadtkämmerei übertragen bekam und bis zum Verwaltungsdirektor befördert wurde. Der in Schwebheim wohnhafte Kupfer verstarb am 4. Oktober 2015.